# Incidente budista en 1963
La crisis budista fue un período de tensión política y religiosa en Vietnam del Sur que se extendió desde mayo de 1963 hasta noviembre de 1963, el mismo se caracterizó por una serie de actos de represión por parte del gobierno de Vietnam del Sur y una campaña de resistencia civil, liderada principalmente por los monjes budistas.
La crisis se desencadenó a raíz de la matanza a tiros de nueve civiles desarmados el 8 de mayo en la ciudad de Huế quienes estaban protestando contra la prohibición de enarbolar la bandera budista. La crisis finalizó con un golpe de Estado en noviembre de 1963 llevado adelante por el Ejército de la República de Vietnam, y el arresto y asesinato del presidente Ngô Đình Diệm el 2 de noviembre de 1963.

## Antecedentes
Tras la partición de Vietnam en Vietnam del Norte y Vietnam del Sur en 1954, el país del norte había estado tratando de anexar al del sur a través de las acciones insurgentes del Vietcong. En el contexto de la Guerra Fría, los Estados Unidos habían estado enviando recursos a Vietnam del Sur para evitar la conquista por el norte comunista, lo que daría lugar a la llamada Guerra de Vietnam. Por su parte, Vietnam del Sur había sido gobernado dictatorialmente desde su fundación por el presidente católico Ngô Đình Diệm, que originalmente contaba con el apoyo estadounidense gracias a su ferviente anticomunismo.
Para 1963 Vietnam del Sur, era un país con una mayoría budista que se estimaba entre el 70% al 90% de la población, Las políticas pro católicas del presidente Ngô Đình Diệm antagonizaban con numerosos budistas. Diệm  era miembro de la minoría católica, y su gobierno tenía un sesgo marcadamente a favor de los católicos en los empleos gubernamentales y las promociones militares, como también en la asignación de la tierra, favores en el ámbito de los negocios e impuestos. En una oportunidad Diệm  le dijo a un oficial de alto rango, olvidándose de que él mismo era budista que, «Ponga a sus oficiales católicos en aquellos sitios especiales. Se puede confiar en ellos». Numerosos oficiales del Ejército de la República de Vietnam (ERVN) se convirtieron al catolicismo con la creencia de que su avance profesional dependía de ello, y a numerosos militares se les denegó la promoción por no convertirse. Adicionalmente, la distribución de armas de fuego a las milicias de autodefensa de los poblados que tenían el propósito de repeler a las guerrillas del Vietcong se llevó a cabo de manera tal que las armas solo se les otorgaban a los católicos. Algunos sacerdotes católicos crearon fuerzas de seguridad privadas, y en algunas zonas tuvieron lugar conversiones forzadas, pillajes, tiroteos y demolición de pagodas. Muchas aldeas budistas se convirtieron en masa al catolicismo para poder recibir ayuda o evitar ser forzadas a reubicarse por el régimen de Diệm.
La iglesia católica era el mayor propietario de tierras del país, y Diệm no modificó el estatus de «privado» que los franceses le habían asignado al budismo, que por ejemplo hacía preciso pedir permisos oficiales para realizar actividades públicas. La tierra que era propiedad de la iglesia estaba exceptuada de la reforma agraria, y los católicos se encontraban exceptuados de facto de las tareas de corvea que el gobierno imponía en todos los otros ciudadanos; el gasto público estaba distribuido en forma desproporcionada a favor de aquellos poblados que contaban con mayoría de población católica. Bajo el gobierno de Diem, la iglesia católica disfrutó de exenciones especiales en cuanto a la compra de tierras, y en 1959, Diem puso el país bajo la protección de la Virgen María. La bandera del Vaticano a menudo era enarbolada en grandes eventos públicos en Vietnam del Sur.
Anteriormente, en enero de 1956, Diệm había promulgado la Orden 46, que permitía que «individuos considerados peligrosos para la defensa nacional y la seguridad común [fueran] confinados por orden ejecutiva, a un campo de concentración». Esta orden se utilizó en contra de budistas disidentes. La infame medida causó posteriormente mucha ira entre la población, lo que llevó a que parte de la minoría apoyara o se uniera al Ejército de Liberación de Vietnam del Sur, el brazo militar del Frente de Liberación Nacional de Vietnam del Sur establecido por el Partido Comunista de Vietnam en 1961 en Vietnam del Sur.

## Eventos

### Mayo de 1963
En mayo de 1963 se invocó una ley de 1958—conocida como el Decreto Número 10—que rara vez se aplicaba y que prohibía la exhibición de banderas religiosas. Esta ley no permitía que se ondeara la bandera budista en Vesak, el festival que se celebra por el cumpleaños del Buda Gautama. La aplicación de esta ley causó indignación entre los budistas en la víspera de la fiesta religiosa más importante del año, ya que una semana antes se había animado a los católicos a ondear banderas del Vaticano en una celebración patrocinada por el gobierno para el hermano de Diệm, el arzobispo Ngô Đình Thục, el clérigo católico de mayor rango del país. El 8 de mayo, en Huế, una multitud de budistas protestó contra la prohibición de la bandera budista. La policía y el ejército disolvieron la manifestación disparando armas de fuego y lanzando granadas contra la concentración, dejando nueve muertos.
En respuesta a los tiroteos en Huế, el líder budista Thích Trí Quang proclamó un «manifiesto de los monjes» de cinco puntos que exigía la libertad para enarbolar la bandera budista, la igualdad religiosa entre budistas y católicos, una indemnización para las familias de las víctimas, el fin de las detenciones arbitrarias y el castigo de los funcionarios responsables. La petición se formalizó el 13 de mayo, y conversaciones se iniciaron el 15 de mayo.
Diệm negó responsabilidad gubernamental en el incidente. En cambio, el presidente culpó al Viet Cong del suceso. El secretario de Estado de Diệm, Nguyen Dinh Thuan, acusó al Viet Cong de explotar los disturbios budistas y declaró que Diệm no podía hacer concesiones sin alimentar nuevas demandas. El Vietnam Press, un periódico pro-Diệm, publicó una declaración gubernamental en la que se confirmaba la existencia de la libertad religiosa y se enfatizaba la supremacía de la bandera del país. La Asamblea Nacional de Diệm confirmó esta declaración, pero esto no aplacó a los budistas.. En una reunión, Diệm calificó a los budistas de «malditos tontos» por exigir algo que, según él, ya disfrutaban. El comunicado de prensa del gobierno en el que se detallaba la reunión también empleó la expresión «malditos tontos». El 18 de mayo, el presidente Diệm acordó una modesta indemnización de 7,000 dólares para las familias de las víctimas de los tiroteos de Huế. Diệm también aceptó destituir a los responsables de los tiroteos, pero alegando que los funcionarios no habían logrado mantener el orden, y no que tuvieran responsabilidad alguna en las muertes de los manifestantes. Siguió culpando resueltamente al Viet Cong.
El 30 de mayo, más de 500 monjes se manifestaron frente a la Asamblea Nacional en Saigón. Los budistas habían eludido una prohibición de reunirse en público contratando cuatro autobuses, llenándolos de monjes y cerrando las persianas. Condujeron por la ciudad hasta que el convoy se detuvo a la hora señalada y los monjes salieron. Era la primera vez que se celebraba una protesta abierta en Saigón contra Diệm en sus ocho años de gobierno. Desplegaron pancartas y se sentaron durante cuatro horas antes de separarse y volver a las pagodas para iniciar una huelga de hambre de 48 horas a nivel nacional organizada por el patriarca budista Thich Tinh Khiet.

### Junio de 1963
El 1 de junio, las autoridades de Diệm anunciaron la destitución de los tres principales oficiales implicados en el incidente de Huế: el jefe provincial y su adjunto, y el delegado del gobierno para la región central de Vietnam. La razón declarada fue que no habían mantenido el orden. Para entonces, la situación parecía estar más allá de la reconciliación.
El 3 de junio, en medio de protestas nacionales en Saigón y otras ciudades, la policía vietnamita y tropas del Ejército de la República de Vietnam vertieron productos químicos sobre las cabezas de manifestantes budistas que rezaban en Huế frente a la pagoda de Từ Đàm. Sesenta y siete personas fueron hospitalizadas y Estados Unidos amenazó en privado con retirar su ayuda.
Diệm respondió a la controversia de los ataques químicos aceptando diálogos formales con los líderes budistas. Nombró un Comité Interministerial de tres miembros, que incluía al vicepresidente Nguyễn Ngọc Thơ como presidente, a Thuan y al ministro del Interior Bui Van Luong. La primera reunión con los líderes budistas tuvo lugar dos días después de los ataques y uno de los temas tratados fue el enfrentamiento en Huế, y el cese de las protestas si se implementaba la igualdad religiosa. Diệm pareció suavizar su línea, al menos en público, en un discurso pronunciado el 7 de junio, cuando afirmó que algunas de las tensiones se debían a que sus funcionarios carecían de «suficiente comprensión y sensibilidad», aunque no hubo una admisión directa de culpa respecto a ninguno de los actos de violencia en Huế desde el comienzo de la crisis budista.
El 11 de junio, el monje budista Thích Quảng Đức se quemó a lo bonzo en un concurrido cruce de vías en Saigón en protesta por la política de Diệm.
En respuesta a la autoinmolación budista como forma de protesta, Madame Nhu—la primera dama de facto de Vietnam del Sur en ese momento (y esposa de Ngô Đình Nhu, el hermano y principal asesor de Diệm)—afirmó «Que se quemen y aplaudiremos», y que «si los budistas desean hacer otra barbacoa, estaré encantada de suministrar la gasolina y una cerilla».
El embajador en funciones de los EEUU, William Trueheart, advirtió que sin concesiones significativas, EEUU repudiaría públicamente el régimen de Diệm. Diệm respondió que tal medida echaría por tierra las negociaciones. El 14 de junio, el comité de Diệm se reunió con los budistas, que presionaron para que Diệm modificara inmediatamente el Decreto Número 10 mediante un decreto presidencial, como lo permitía la Constitución, en lugar de esperar a que lo hiciera la Asamblea Nacional. La Asamblea Nacional había anunciado que el 12 de junio se crearía una comisión para tratar el asunto. Trueheart recomendó que el Comité Interministerial aceptara la posición de los budistas en un «espíritu de amistad» y aclarara los detalles más adelante. Durante las negociaciones, Thích Tịnh Khiết hizo un llamamiento a nivel nacional para instar a los budistas a evitar cualquier acción que pudiera poner en peligro las conversaciones, mientras que Diệm ordenó a los funcionarios del gobierno que retiraran todas las barreras alrededor de los templos.
El 16 de junio se llegó a un acuerdo entre el comité y los budistas. Se había llegado a un acuerdo en relación con las cinco demandas, si bien los términos eran vagos. Diệm afirmó que no contenía nada que no hubiera aceptado ya. El «Comunicado Conjunto» afirmaba que la bandera nacional «debe ser siempre respetada y puesta en su lugar apropiado». La Asamblea Nacional consultaría con grupos religiosos para tratar de sustraerlos «de las regulaciones de la Ordenanza nº 10» y establecer nuevas directrices adecuadas a sus actividades religiosas. Mientras tanto, el comité gubernamental prometió una aplicación laxa de la normativa. También prometió indulgencia en la censura de literatura budista y libros de oraciones y en la concesión de permisos para construir pagodas, escuelas e instituciones benéficas budistas.
Ambas partes acordaron formar un comité de investigación para «reexaminar» las quejas de los budistas y Diệm aceptó conceder una amnistía total a todos los budistas que habían protestado contra el gobierno. El acuerdo establecía que la «actividad normal y puramente religiosa» se podía desarrollar sin obstáculos, sin necesidad de permiso gubernamental, en las pagodas o en las sedes de la Asociación General de Budistas. Diệm prometió una investigación sobre los tiroteos de Huế y el castigo a los culpables, aunque negó la implicación del gobierno. En un intento de guardar las apariencias, Diệm firmó el acuerdo directamente debajo de un párrafo en el que declaraba que «los artículos escritos en este comunicado conjunto han sido aprobados en principio por mí desde el principio», lo que añadió de su puño y letra, dando a entender así que no tenía nada que conceder.
El comunicado conjunto se presentó a la prensa el 16 de junio y Thích Tịnh Khiết dio las gracias a Diệm y exhortó a la comunidad budista a colaborar con el Gobierno. Expresó su «convicción de que el comunicado conjunto inaugurará una nueva era y que... no volverá a producirse ninguna acción errónea de cualquiera de las partes». Declaró que el movimiento de protesta había terminado y pidió a los budistas que retornaran a sus vidas normales y rezaran por el éxito del acuerdo. Sin embargo, algunos monjes más jóvenes se mostraron decepcionados con el resultado de las negociaciones al considerar que el régimen de Diem no había asumido su responsabilidad.
Trueheart se mostró escéptico respecto a su implementación, y reportó en privado que si Diệm no cumplía lo acordado, los Estados Unidos deberían buscar opciones de liderazgo alternativas. Los problemas se habían convertido en un asunto de relaciones públicas para Diem más allá de su país, y en los periódicos estadounidenses se especulaba con una ruptura entre Estados Unidos y Diệm tras la autoinmolación. El New York Times publicó un titular en primera página el 14 de junio, citando información filtrada del gobierno según la cual diplomáticos habían atacado en privado a Diem. También informaba de que el general Paul Harkins, jefe de la misión asesora de Estados Unidos en Vietnam del Sur, había ordenado a sus hombres que no ayudaran a las unidades del Ejército vietnamita que estuvieran actuando contra los manifestantes. Los Estados Unidos consideraron entonces la posibilidad de comunicar al vicepresidente Tho que le apoyarían para que sustituyera a Diem como presidente. Esto ocurrió al mismo tiempo que surgieron rumores de que el Jefe del Estado Mayor de la Fuerza Aérea de la República de Vietnam, el teniente coronel Đỗ Khắc Mai, había empezado a medir el apoyo entre sus colegas para un golpe de Estado.
El acuerdo quedó en entredicho por un incidente ante la pagoda de Xá Lợi al día siguiente. Una multitud de unas 2.000 personas confrontó a la policía, que persistió en rodear la pagoda a pesar del acuerdo. Al final estalló un motín y la policía atacó a la multitud con gases lacrimógenos, mangueras de incendios, garrotes y disparos. Un manifestante murió y decenas resultaron heridos. Los moderados de ambos bandos pedían calma, mientras que algunos funcionarios del gobierno culparon a «elementos extremistas». Un artículo de Associated Press describió los disturbios como «el estallido antigubernamental más violento en Vietnam del Sur en años». Además, muchos manifestantes permanecieron en la cárcel, contrario a los términos del Comunicado Conjunto. La crisis se agravó a medida que más budistas empezaron a pedir un cambio de gobierno y monjes más jóvenes, como Thích Trí Quang, pasaron a primer plano, culpando a Diệm del estancamiento actual. Debido a que el acuerdo no produjo los resultados deseados, los monjes mayores y de mayor jerarquía, que eran más moderados, vieron disminuido su prestigio, mientras que los monjes más jóvenes y asertivos empezaron a asumir un papel más destacado en la política budista.
Thich Tinh Khiet le envió a Diệm una carta tras el funeral de Thích Quảng Đức, en la que señalaba que el gobierno no estaba respetando el acuerdo y que la condición de los budistas en Vietnam del Sur se había deteriorado. Tho negó la acusación, y Ngô Đình Nhu dijo a un periodista: «Si alguien está oprimido en este asunto, es el gobierno que ha sido constantemente atacado y cuya boca ha sido cerrada con cinta adhesiva». Criticó los acuerdos a través de su organización, Juventud Republicana, llamando a la población a «resistir las indirecciones [sic] de la superstición y el fanatismo» y advirtió contra «comunistas que pueden abusar del Comunicado Conjunto». Al mismo tiempo, Nhu emitió un memorando secreto dirigido a las Juventudes Republicanas, en el que les pedía que presionaran al gobierno para que rechazara el acuerdo, y llamando a los budistas «rebeldes» y «comunistas». Nhu continuó denigrando de los budistas a través de su portavoz en inglés, el Times of Vietnam, cuya tendencia editorial se solía tomar como las opiniones personales de la familia Ngô.
Un informe del Departamento de Estado estadounidense concluyó que la inquietud religiosa no había sido fomentada por elementos comunistas. Mientras tanto, el gobierno había informado discretamente a los funcionarios locales que los acuerdos eran una «retirada táctica» para ganar tiempo antes de acabar con el movimiento budista. El régimen de Diệm se demoró en aplicar la liberación de los budistas que habían sido encarcelados por protestar. Esto llevó a un debate en el seno del gobierno estadounidense para impulsar la expulsión del poder de los Nhus, a quienes se consideraba como la influencia extremista sobre Diệm.
Los budistas eran cada vez más escépticos respecto a las intenciones del gobierno. Habían recibido información que sugería que el acuerdo no era más que una táctica gubernamental para ganar tiempo y esperar a que se calmara la ira popular, antes de que Diệm arrestara a los principales monjes budistas. Comenzaron a intensificar la producción de panfletos críticos y empezaron a traducir artículos críticos de Diệm en los medios de comunicación occidentales para distribuirlos entre el público. Como las promesas seguían sin materializarse, las manifestaciones en Xá Lợi y en otros lugares siguieron creciendo.

### Julio de 1963
En julio, el gobierno de Diệm siguió atacando a los budistas. Acusó a Thích Quảng Đức de haber estado drogado antes de ser incinerado. Tho especuló que el Viet Cong se había infiltrado entre los budistas y los había convertido en una organización política. El ministro del Interior, Luong, alegó que los ministros del gabinete habían recibido amenazas de muerte. Henry Cabot Lodge, Jr. fue anunciado como nuevo embajador de los Estados Unidos a finales de agosto, en sustitución de Frederick Nolting, considerado demasiado cercano a Diệm.
El 7 de julio de 1963, la policía secreta de Ngô Đình Nhu atacó a un grupo de periodistas de Estados Unidos que cubrían las protestas budistas en el noveno aniversario de la llegada de Diem al poder. Peter Arnett, de Associated Press (AP), recibió un puñetazo en la nariz, pero la pelea terminó rápidamente después de que David Halberstam, del The New York Times, siendo mucho más alto que los hombres de Nhu, contraatacara e hiciera retroceder a la policía secreta. Arnett y su colega, el periodista y fotógrafo ganador del premio Pulitzer Malcolm Browne, fueron abordados más tarde por la policía en su oficina y llevados para ser interrogados bajo la sospecha de haber atacado a agentes de la policía. Al final, Diem aceptó que se retiraran los cargos contra Browne y Arnett tras la intervención de la Embajada de Estados Unidos.
Ese mismo día, Diem afirmó públicamente que los «problemas planteados por la Asociación General de Budistas acaban de ser resueltos». Reforzó la percepción de que estaba desconectado del asunto al atribuir cualquier problema persistente a la «intervención clandestina de agentes rojos internacionales y compañeros de viaje comunistas que, en connivencia con ideólogos fascistas disfrazados de demócratas, buscaban subrepticiamente revivir y reavivar la desunión en el país, al tiempo que despertaban la opinión pública contra nosotros en el extranjero».

### Agosto de 1963
El domingo 18 de agosto, los budistas organizaron una protesta masiva en la pagoda Xá Lợi, la más grande de Saigón, que atrajo a unas 15.000 personas, sin que la lluvia les hiciera desistir. La asistencia fue aproximadamente tres veces superior a la de la manifestación del domingo anterior. El acto duró varias horas, mientras discursos de los monjes ocurrían entre ceremonias religiosas. Un periodista vietnamita dijo que había sido la única reunión pública emotiva en Vietnam del Sur desde la llegada de Diem al poder casi una década antes. David Halberstam, del The New York Times, especuló con que, al no aprovechar la gran afluencia de público organizando una marcha de protesta hacia el Palacio Gia Long u otros edificios gubernamentales, los budistas estaban reservando su mayor manifestación para la llegada prevista del nuevo embajador de Estados Unidos, Henry Cabot Lodge Jr. la semana siguiente. Como se anticipaba un ataque del gobierno a Xa Loi, Halberstam concluyó que los budistas estaban jugando «un juego rápido y peligroso». Escribió que «los propios budistas parecían estar al menos al tanto de todos los acontecimientos, y su protesta parecía tener una intensidad creciente».
En la noche del 18 de agosto, diez generales de alto rango del ejército se reunieron para discutir la situación y decidieron que era necesario imponer la ley marcial. El 20 de agosto, Nhu convocó a siete de los generales al Palacio Gia Long para consultarlos. Presentaron su petición de imponer la ley marcial y discutieron la dispersión de los monjes. Nhu envió a los generales a ver a Diệm. El presidente escuchó al grupo de siete, encabezado por el general Trần Văn Đôn. Đôn afirmaba que los comunistas habían infiltrado a los monjes de la pagoda de Xá Lợi y advirtió que la moral del ejército se estaba deteriorando a causa de los disturbios civiles. Afirmó que era posible que los budistas reunieran una multitud para marchar sobre el Palacio de Gia Long. Al oír esto, Diệm accedió a declarar la ley marcial efectiva al día siguiente, sin consultar a su gabinete. Se ordenó la entrada de tropas en Saigón para ocupar puntos estratégicos. Đôn fue nombrado jefe interino de las Fuerzas Armadas en lugar del general Lê Văn Tỵ, que se encontraba en el extranjero recibiendo tratamiento médico. Đôn señaló que Diệm estaba aparentemente preocupado por el bienestar de los monjes, diciendo a los generales que no quería que ninguno de ellos resultara herido. Las órdenes de ley marcial fueron autorizadas con la firma de Đôn, que no tenía ni idea de que se iban a llevar a cabo acciones militares en la madrugada del 21 de agosto sin su conocimiento.
Poco después de la medianoche del 21 de agosto, siguiendo las instrucciones de Nhu, las tropas de las Fuerzas Especiales del ejército vietnamita al mando del coronel Lê Quang Tung ejecutaron una serie de ataques sincronizados contra las pagodas budistas de Vietnam del Sur. Más de 1,400 budistas fueron detenidos. El número de muertos o desaparecidos se estima en cientos. La más destacada de las pagodas asaltadas fue la de Xá Lợi, que se había convertido en el punto de encuentro de los budistas del campo. Las tropas destrozaron el altar principal y consiguieron confiscar el corazón intacto y carbonizado de Thích Quảng Đức, el monje que se había autoinmolado en protesta por la política del régimen. Los budistas consiguieron escapar con un recipiente que contenía el resto de sus cenizas. Dos monjes saltaron el muro trasero de la pagoda hasta los terrenos de la contigua Misión de Ayuda de Estados Unidos, donde se les dio asilo. Thich Tinh Khiet, el patriarca budista de 80 años, fue capturado y llevado a un hospital militar en las afueras de Saigón. El comandante del III Cuerpo del ejército, Tôn Thất Đính, anunció el control militar sobre Saigón, cancelando todos los vuelos comerciales a la ciudad e instituyendo la censura de prensa.
Una vez que el gobierno estadounidense se dio cuenta de la verdad sobre quién estaba detrás de las redadas, reaccionó con desaprobación hacia el régimen de Diệm. Estados Unidos había seguido una política de asesoramiento discreto y privado a los Ngôs para que se reconciliaran con los budistas, al tiempo que apoyaba públicamente la alianza, pero tras los ataques, esta vía se consideró insostenible. Además, los atentados fueron llevados a cabo por personal de las Fuerzas Especiales entrenado por Estados Unidos y financiado por la CIA, y supusieron un hecho consumado e irreversible para el embajador entrante Henry Cabot Lodge Jr. El Departamento de Estado emitió un comunicado en el que declaraba que las redadas eran una «violación directa» de la promesa de seguir «una política de reconciliación».
El 24 de agosto, la administración Kennedy envió el cable 243 a Lodge a la embajada en Saigón, marcando un cambio en la política estadounidense. El mensaje aconsejaba a Lodge que buscara la destitución de Nhu del poder, y que buscara opciones de liderazgo alternativas si Diem se negaba a hacer caso a la presión estadounidense para la reforma. Como la probabilidad de que Diệm dejara en el banquillo a Nhu y a su esposa se consideraba prácticamente nula, el mensaje significaba efectivamente el fomento de un golpe de Estado. La Voz de América también emitió una declaración en la que se culpaba a Nhu de las redadas y se absolvía al ejército de su responsabilidad.

### Septiembre de 1963
Tras los acontecimientos de agosto, el régimen de Diệm se convirtió en una de las principales preocupaciones de la administración Kennedy y se lanzó una misión de investigación. El propósito declarado de la expedición era investigar el progreso de la guerra por parte de Vietnam del Sur y sus asesores militares estadounidenses contra la insurgencia del Viet Cong. La misión Krulak-Mendenhall estaba liderada por Victor Krulak y Joseph Mendenhall. Krulak era un general de división del Cuerpo de Marines de los Estados Unidos, mientras que Mendenhall era un alto funcionario del servicio exterior con experiencia en asuntos vietnamitas. El viaje duró cuatro días.
En sus presentaciones al Consejo de Seguridad Nacional (NSC) de los Estados Unidos, Krulak presentó un informe extremadamente optimista sobre el progreso de la guerra, mientras que Mendenhall presentó un panorama muy sombrío de fracaso militar y descontento público. Krulak no tuvo en cuenta los efectos del descontento popular en la lucha contra el Viet Cong. El general consideraba que los esfuerzos de los soldados vietnamitas en el terreno no se verían afectados por el descontento de la población con las políticas de Diệm. Mendenhall se centró en evaluar el sentimiento de los vietnamitas citadinos y concluyó que las políticas de Diệm aumentaban la posibilidad de una guerra civil religiosa. Mendenhall afirmó que las políticas de Diệm hacían que los vietnamitas del sur creyeran que la vida bajo el Viet Cong mejoraría su calidad de vida.
Los informes divergentes llevaron al presidente estadounidense John F. Kennedy a preguntar a sus dos asesores: «Ustedes dos visitaron el mismo país, ¿cierto?».
El reporte inconcluso fue objeto de un amargo y personal debate entre los principales asesores de Kennedy. Se discutieron varios cursos de acción hacia Vietnam, tales como fomentar un cambio de régimen o tomar una serie de medidas selectivas diseñadas para paralizar la influencia de los Nhus, que eran vistos como los principales causantes de los problemas políticos en Vietnam del Sur.
Los dispares informes de Krulak y Mendenhall dieron lugar a una misión de seguimiento, la misión McNamara-Taylor.

### Golpe de Estado de noviembre de 1963
El 1 de noviembre de 1963, tras seis meses de tensión y creciente oposición al régimen, los generales del ejército de Vietnam ejecutaron el golpe de Estado de 1963 en Vietnam del Sur, que condujo al arresto y asesinato de Ngô Đình Diệm.